# Òpal
|  | No s'ha de confondre amb Opal. |

L'òpal és un mineral de la classe dels òxids, emprat sovint en joieria. L'origen del nom és incert. Es creu que pot provenir del sànscrit upala, que significa "pedra" o "pedra preciosa" o de l'antic nom llatí de la gemma, opalus (Plini el Vell, 75-79). Plini pot haver-se referit també a la joia com paederos.

## Característiques
Tot i que encara és considerat una espècie mineral vàlida per raons històriques, l'òpal no és un veritable mineral en el sentit acceptat de la paraula, és un mineraloide format de cristobalita i/o tridimita o compost de silici amorf. És un mineral amorf, amb aspecte cerós, de qualsevol color fins i tot irisat, i de densitat 2,1 a 2,2. La seva fórmula és SiO₂·nH2O. És una de les primeres pedres que es va fer servir en joieria; cal humitejar-la de tant en tant perquè no perdi l'aspecte opalí. L'òpal, en astrologia, és associat al signe del Lleó.

## Tipus d'òpal
L'òpal es classifica en quatre tipus:
- Òpal-CT. Consisteix en empaquetats d'esferes microscòpiques (150-300 nm) constituïdes per petites fulles microcristal·lines de cristobalita i/o tridimita, amb un contingut d'aigua de fins a un 10% del seu pes. També es coneix amb el nom de lussatita.[2]
- Òpal-C. Un tipus d'òpal que consisteix en una desendreçada α-cristobalita.[3]
- Òpal-AG. Un tipus d'òpal que consisteix en agregats d'esferes de silici amorf, amb aigua omplint els espais del mig. També conegut com a òpal preciós.[4]
- Òpal-AN. Òpal amorf amb una estructura similar al vidre. També coneguda com a hialita.[5]

Les transicions entre òpal-AG, òpal-CT i l'òpal-C són comunes.

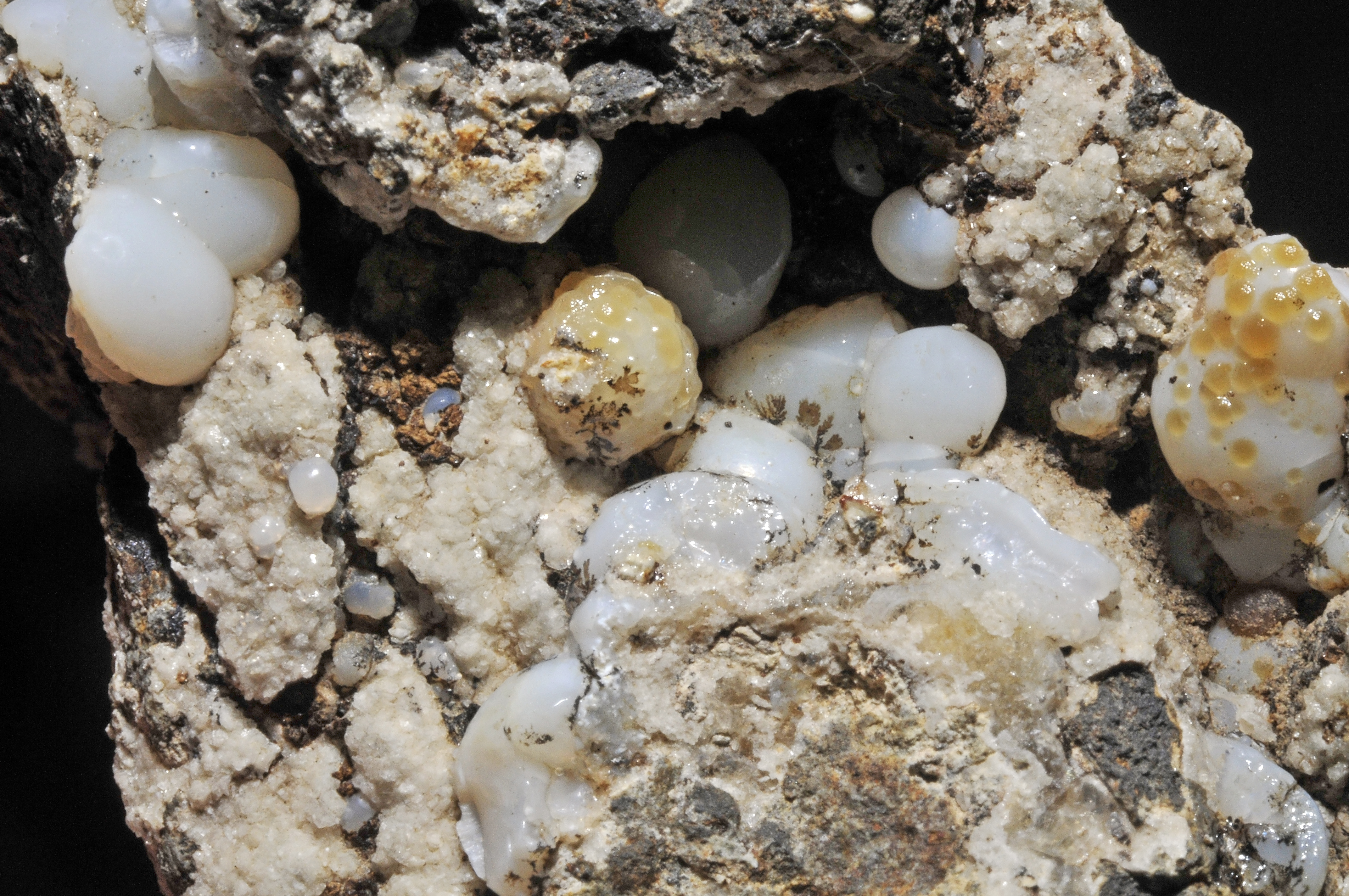
Òpal-CT de Lussat, Puy-de-Dôme, França
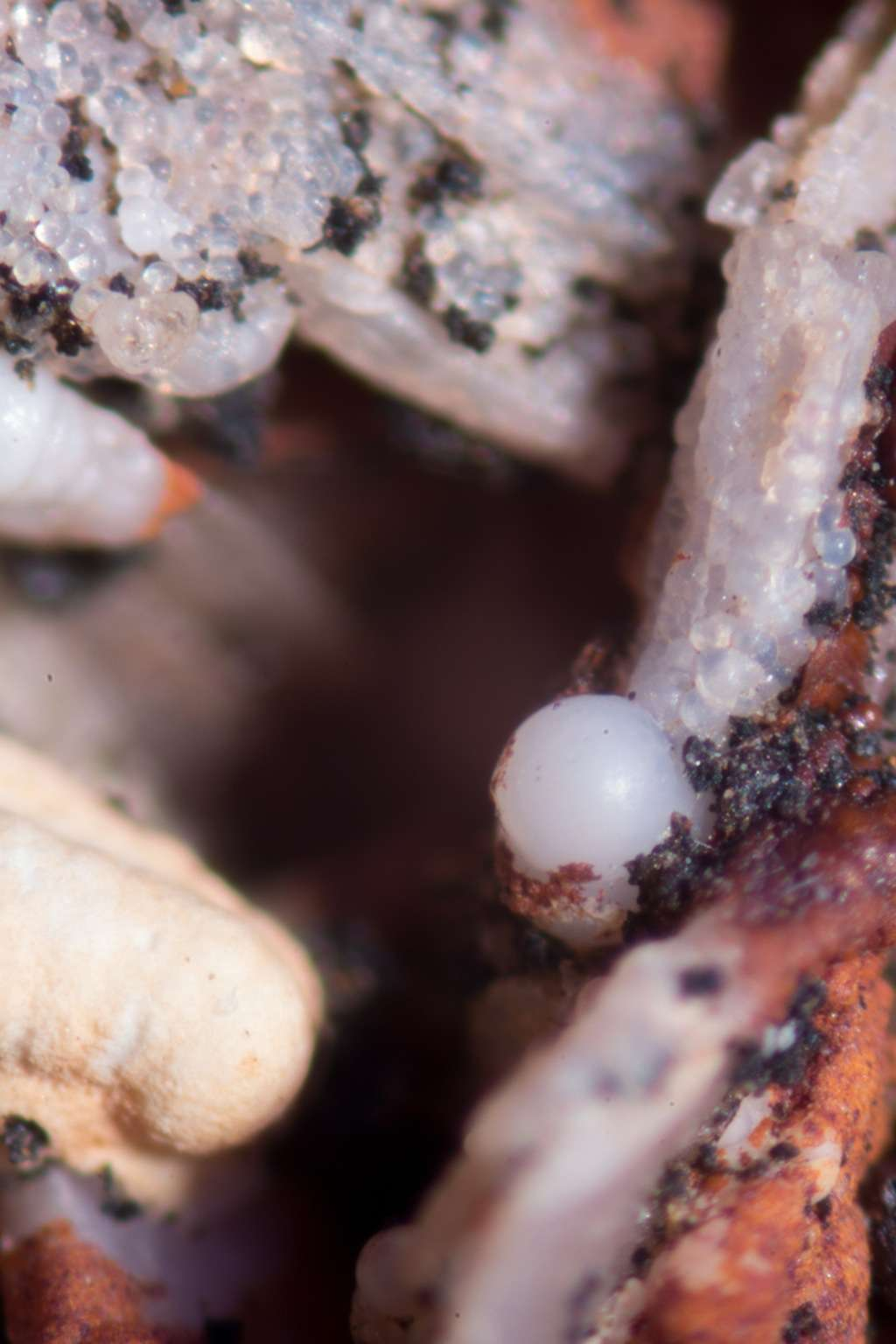
Òpal-AN, o hialita, de la muntanya de Montjuïc, Barcelona
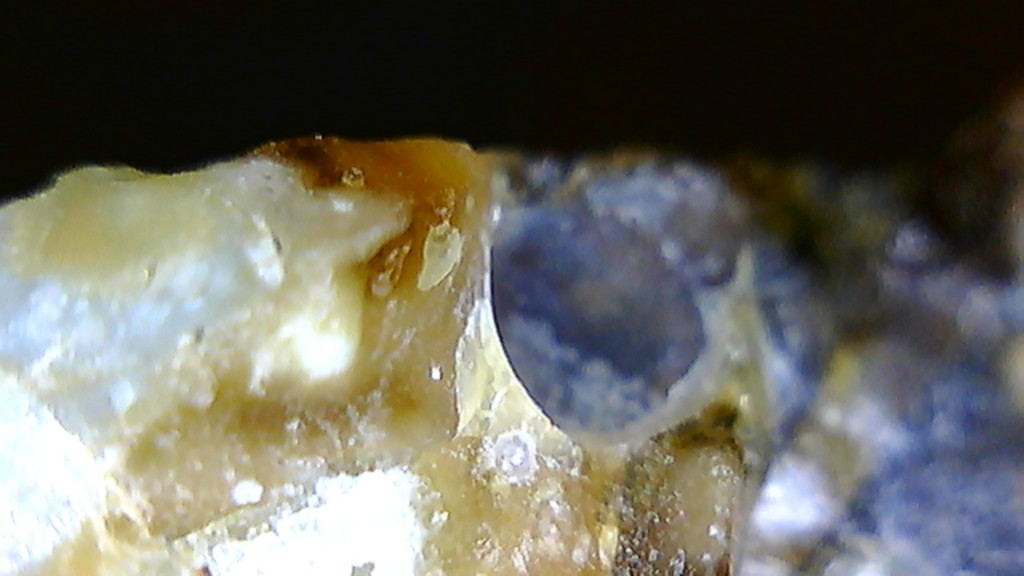
Òpal-C, de Salar del Hombre Muerto, Antofagasta de la Sierra, Argentina
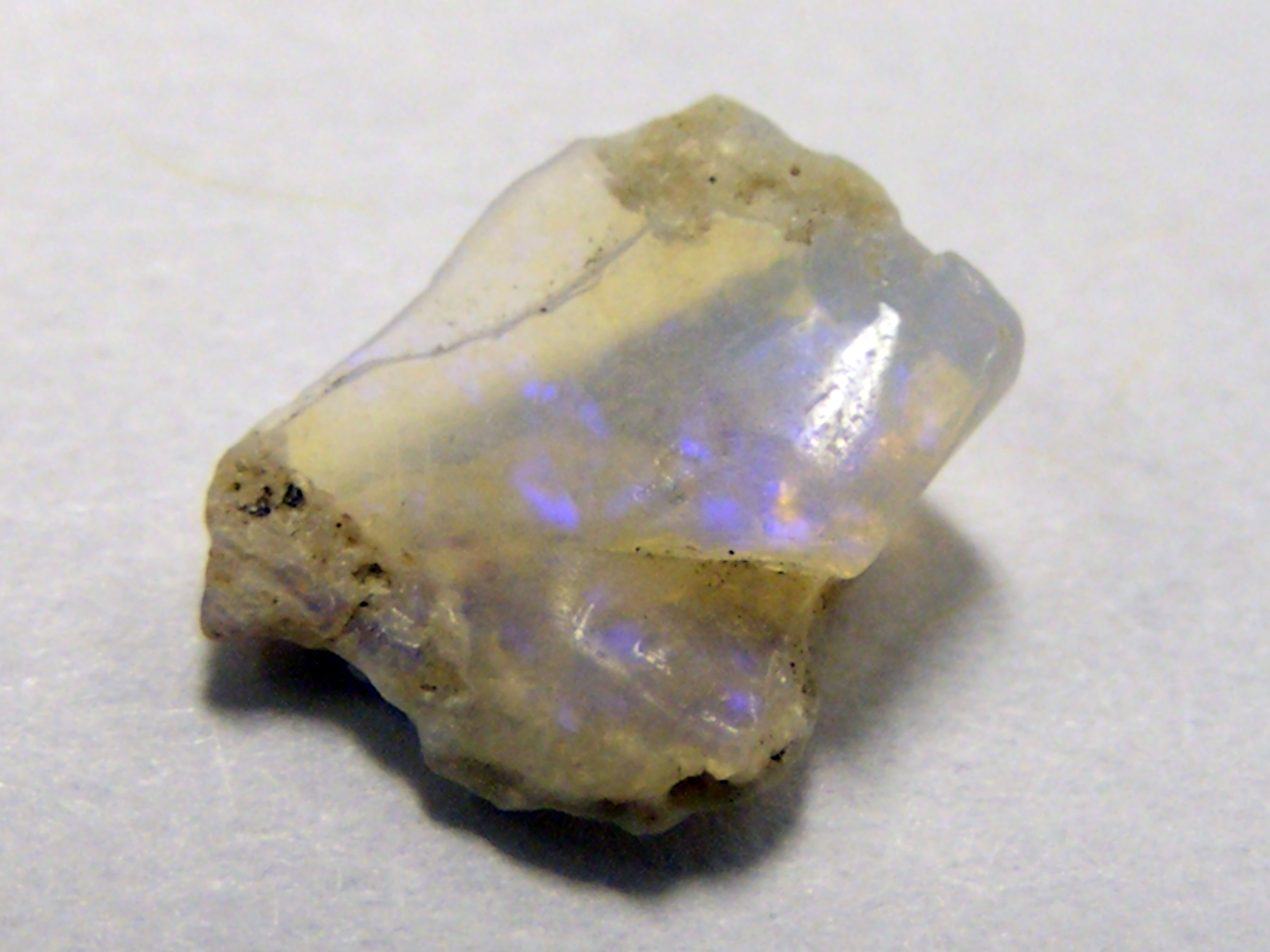
Òpal-AG, d'Andamooka, Austràlia del Sud

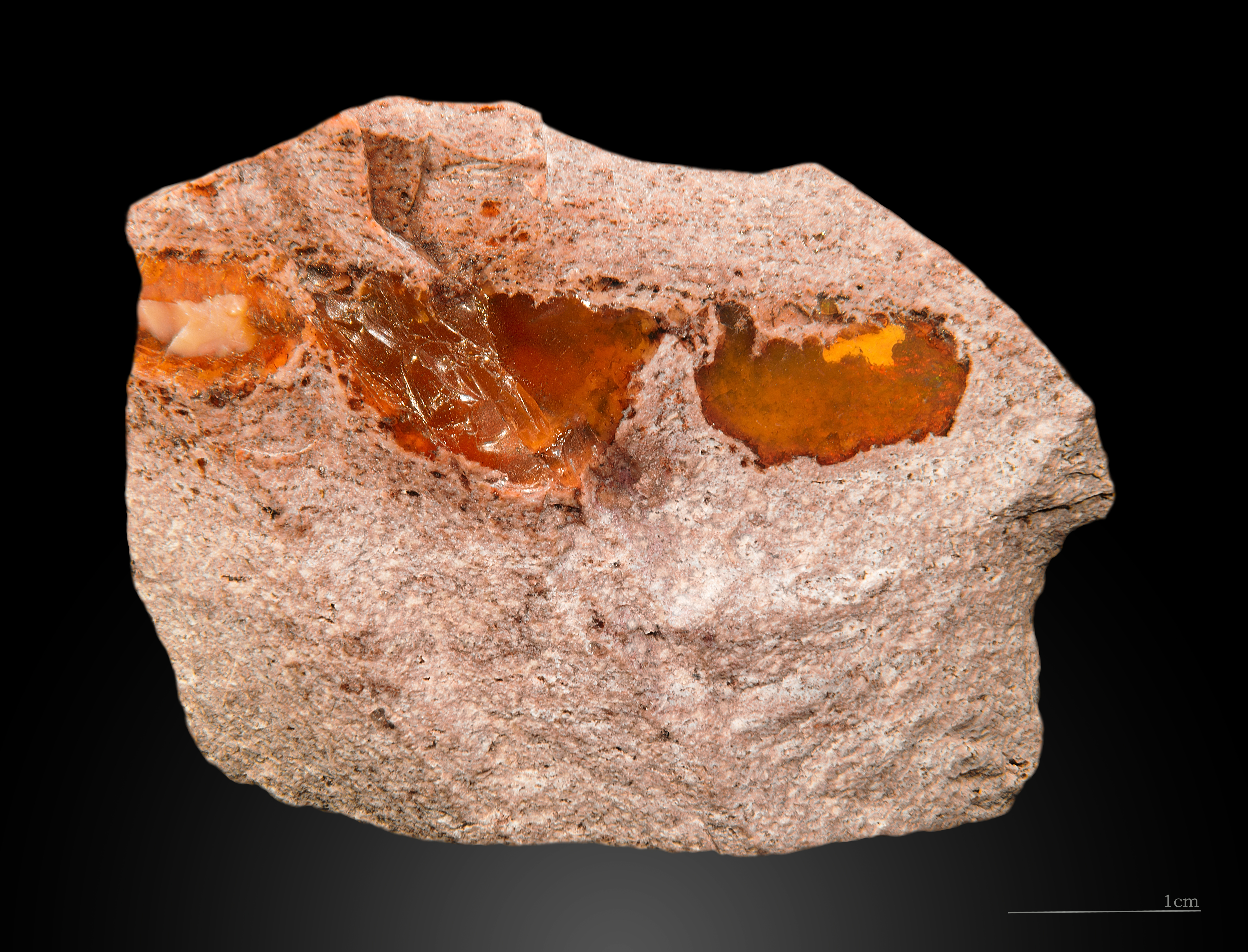
Òpal de foc